# Зимородок (фильм)
«Зимородок» — советский художественный фильм режиссёра Вячеслава Никифорова, снятый по одноимённой повести Юрия Яковлева на киностудии «Беларусьфильм» в 1972 году. Премьера фильма состоялась 4 декабря 1972 года.

## Сюжет
Старый фронтовик вспоминает о подвиге молодого партизана, ценой своей жизни подорвавшего мост на занятой врагом территории. Память ветерана отозвалась на имя Зимородок, оброненного кем-то из школьников, стрелявших в парковом тире.
Ребята заинтересовались судьбой юного героя. После долгих поисков, разговоров и встреч с очевидцами, пионеры выяснили, что Зимородок выжил. Партизанским подрывником оказался их любимый учитель биологии Сергей Иванович, которого фронтовые друзья долгие годы считали погибшим.

## В ролях
- Саша Кузьмин — Марат
- Миша Мустыгин — Василь
- Ирина Нарбекова — Зоя
- Александр Самойлов — Сергей в молодости, Зимородок
- Владимир Самойлов — Сергей Иванович, учитель биологии, Зимородок
- Глеб Стриженов — Седой, лётчик
- Александр Хвыля — Стройло, доктор
- Инна Фёдорова — Михалина, партизанка
- Михаил Брылкин — Сокольчик, капитан милиции
- Августин Милованов — Тихон Лактионович
- Юрий Ступаков — командир партизанского отряда
- Антонина Максимова — жена командира
- Улдис Лиелдидж — немецкий майор
- Зинаида Адамович — работница тира
- Аркадий Трусов — путевой обходчик
- Мария Захаревич — мать Зои
- Анатолий Обухов — милиционер
- Виталий Базин — партизан
- Степан Хацкевич — партизан

## Съёмочная группа
- Автор сценария: Юрий Яковлев
- Режиссёр-постановщик: Вячеслав Никифоров
- Оператор-постановщик: Виталий Николаев
- Композитор: Оскар Фельцман
- Художник-постановщик: Владимир Матросов
- Звукооператор: Владимир Мушперт
- Режиссёр: Л. Чижевская
- Государственный симфонический оркестр кинематографии
  - Дирижёр: А. Петухов
- Художник по костюмам: Л. Шикалович
- Художник-гримёр: С. Михлина
- Монтажёр: Т. Ширяева
- Редактор: М. Березко
- Консультант: Герой Советского Союза Н. П. Покровский
- Директор: Андрей Слюнков

## Награды
- Приз ЦК ВЛКСМ «Алая гвоздика» за лучший фильм для детей (1973).

## Дополнительные факты
- Заключительная часть фильма снималась в месте расположения памятника нарочанским партизанам и партизанкам вблизи деревень Пасынки и Никольцы Мядельского района.